# Audi S6
De Audi S6 is een sportieve versie van de Audi A6, een hogere middenklasse model van Audi. De S staat voor "Sport" wat Audi's prestatie gerichte modellen zijn.

## Eerste generatie (C4)
De eerste generatie S6 werd geproduceerd van 1994 tot en met 1997. Voor 1994 heette de Audi A6 nog de Audi 100. In 1991 kwam er een sportieve versie van de 100 op de markt die de naam S4 mee kreeg. Toen de modelnaam 100 veranderde in A6 werd de naam S4 ook veranderd, en wel in S6. De naam S4 zou vanaf nu bestemd zijn voor sportieve versies van de Audi A4. Opmerkelijk aan de eerste generatie S4/S6 is dat hij verkrijgbaar was met twee motoren.
De eerste motor was een 2,2-liter vijfcilinder turbomotor met 230 pk en 350 Nm, zelfs 380 Nm bij overboost. Deze motor is vanaf 1991 tot 1997 gebruikt, tot 1994 als S4 en daarna als S6. De wagen was verkrijgbaar als sedan en als stationwagen (Avant). Het maximale vermogen is beschikbaar vanaf 5900 tpm en het maximale koppel al vanaf 1950 tpm. De auto heeft standaard quattro vierwielaandrijving en was verkrijgbaar met een handgeschakelde 6-traps (in de VS 5-traps) versnellingsbak en vanaf 1992 ook met een 4-traps automatische versnellingsbak. Over de sprint van 0–100 km/h doet de sedan met handbak 6,1 seconden en met automaat 8,3 seconden.
De tweede motor kwam vanaf 1993 alleen in Europa beschikbaar. Dit is een 4,2-liter 32-kleps V8-motor met 280 pk en 400 Nm die in 1991 in de Audi V8 geïntroduceerd is. De auto was eerst uitsluitend verkrijgbaar met een 4-traps automaat maar vanaf 1994 kwam er ook een handgeschakelde zesversnellingsbak beschikbaar. Met deze zesbak sprint de sedan in 5,9 seconden naar 100 km/h, en heeft een topsnelheid van 249 km/h. Hij kostte destijds omgerekend € 70 467.

### S6 Plus
In 1996 verscheen er nog een sterkere S6 Plus die de 4,2-liter V8 van de Audi S8 D2 heeft. Deze motor had in de S8 een vermogen van 340 pk en in de S6 Plus een vermogen van 326 pk. Het verschil wordt veroorzaakt door andere in- en uitlaatsystemen. Ook wordt gezegd dat Audi niet wilde dat het S8 vlaggenschip qua vermogen zou worden geëvenaard door de S6 Plus. Met de V8 sprintte de sedan in 5,6 seconden naar de 100 km/h, de Avant deed 5,7 seconden over deze sprint. De S6 Plus was het eerste model dat gebouwd werd door de sportafdeling van Audi, te weten quattro GmbH. Het besluit om de auto door quattro GmbH te laten bouwen werd in de herfst van 1995 door Audi AG genomen. De eerste voorserie-auto's werden gebouwd in maart en april 1996. Deze werden ingezet als persauto's. Later werden enkele (of alle) van deze voorserie-auto's aan particulieren verkocht. De echte productie begon in juni 1996 en eindigde in juli 1997. De S6 Plus is op kenteken een "QUATTRO" en geen "AUDI". Hetzelfde geldt voor Audi's RS-modellen de RS4, RS6 en R8 sportwagen. De S6 Plus werd uitsluitend met handgeschakelde 6-bak geleverd. Een onderscheidend punt ten opzichte van de reguliere S6 zijn de bredere velgen en banden (255/40ZR17). Verder zijn vrijwel alle delen de bij de S6 van chroom zijn, bij de Plus zwart gelakt. De remmen van de Plus zijn groter (323mm) dan van een gewone S6. Verder zijn er veel meer bijzonderheden aan een S6 Plus te ontdekken. Zo is het uitlaatsysteem een eigen ontwerp van quattro GmbH. De vierde, vijfde en zesde versnelling zijn korter afgestemd dan bij de S6. In de eerste vijf versnellingen ligt de toerenbegrenzer bij 7.250 tpm, in de zesde versnelling lag de toerenbegrenzer standaard bij 6.800 tpm. Op topsnelheid loopt de Plus in de zesde versnelling standaard tegen de toerenbegrenzer aan en de teller wijst dan 275 km/h aan, de werkelijke snelheid (via gps gemeten) ligt dan op 265 km/h. Sommige eigenaren lieten de toerenbegrenzer in de zesde versnelling verwijderen bij de nieuw-aflevering van de auto, zodat ook in de zesde versnelling de toerenbegrenzer erin kwam bij 7.250 tpm (net als in de eerste vijf versnellingen). Door deze ingreep lopen deze onbegrensde Plus-modellen op topsnelheid in de zesde versnelling in de toerenbegrenzer bij 7.250 tpm. De teller geeft dan ruim 290 km/h aan, wat overeenstemt met een werkelijke snelheid van 277 km/h. Van de S6 Plus zijn er in totaal 952 modellen geproduceerd, waarvan 855 Avants en 97 sedans. Hiermee is de in Nederland relatief onbekende Plus nog veel exclusiever dan bijvoorbeeld de RS2 Avant.

## Tweede generatie (C5)
De tweede generatie A6 kwam in 1997 op de markt op het C5-platform. De S6 werd gebouwd van 1999 tot 2004. De S6 C5 was verkrijgbaar in zowel Avant als Limousine (sedan) versie.
De wagen is gebaseerd op de A6 4.2 die dezelfde motor heeft maar dan met 300 pk. Dit was de 4,2-liter V8 die ook in de vorige S6 beschikbaar was maar nu met 5 kleppen per cilinder. Hij heeft een vermogen levert van 340 pk en een koppel van 420 Nm. Het maximale vermogen is beschikbaar vanaf 6.600 tpm en het maximale koppel vanaf 3.400 tpm.
De auto is standaard voorzien het Bosch 5.7 ESP systeem met ABS en een remkrachtverdeler (EBD). Voor de transmissie kon er gekozen worden uit een zesversnellingsbak of een 5-traps Tiptronic automaat. De quattro vierwielaandrijving was standaard.
De S6 is 10 mm verlaagd en heeft verschillende uiterlijke aanpassingen zoals een andere grille, bredere wielkuipen en dubbele uitlaten. Het interieur is voorzien van houten, aluminium of carbon panelen en optioneel waren er speciale Recaro sportstoelen bestelbaar.
De Limousine sprint met handbak in 5,7 seconden naar 100 km/h, de Avant doet dit in 5,9 seconden. De wagen heeft een begrensde topsnelheid van 250 km/h, zoals gebruikelijk is bij de meeste automerken. De S6 kostte omgerekend € 92.934.
In 2002 verscheen de nog sportievere Audi RS6 die gebruikmaakt van een biturbo versie van de 4,2-liter V8-motor waardoor het vermogen uitkomt op 450 pk.

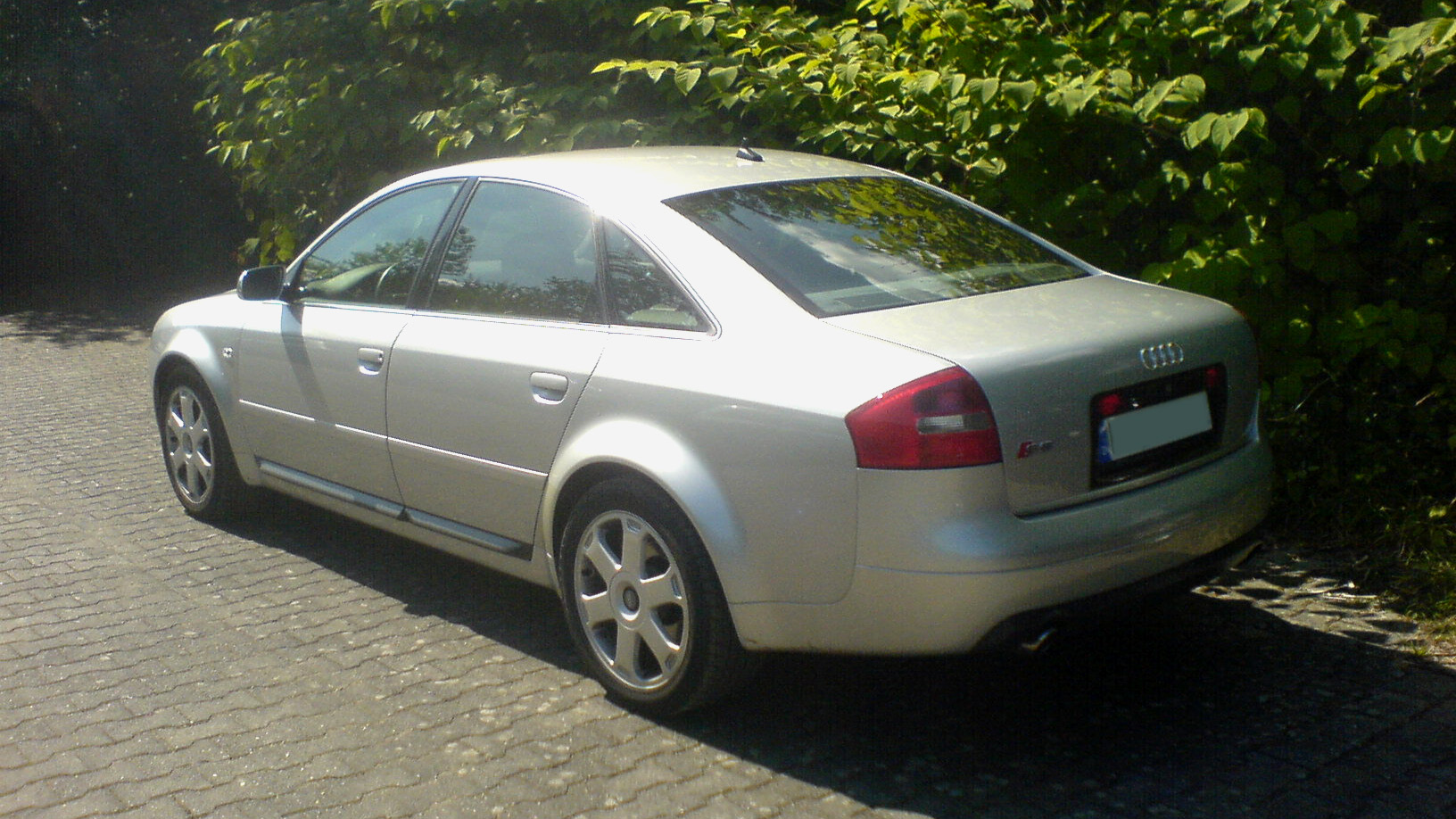
Audi S6 C5 Limousine

## Derde generatie (C6)
De derde generatie S6 werd gepresenteerd op de NAIAS in januari 2006. Hij heeft de gedowntunde 5,2-liter V10 FSI (directe benzine-inspuiting) die ook gebruikt wordt in de Audi S8 D3. De S6 C6 is verkrijgbaar als zowel Limousine als Avant.

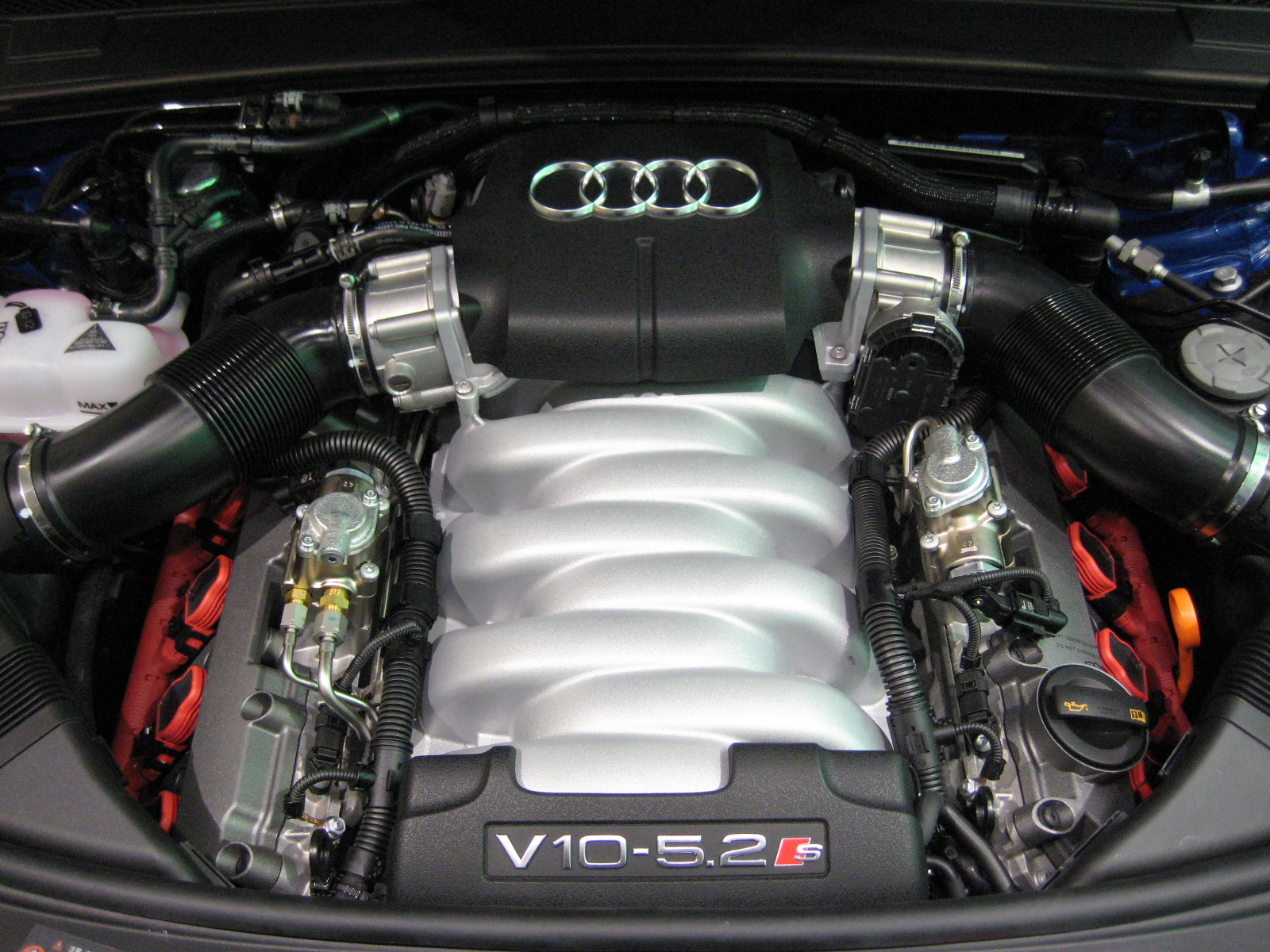
De 5.2 V10 FSI uit de S6.

De V10-motor heeft een vermogen van 435 pk (320 kW) en het koppel bedraagt 540 Nm. Het maximale vermogen is beschikbaar vanaf 6.800 tpm en het maximale koppel tussen 3.000 en 4.000 tpm. De motor is gebaseerd op de V10 van de Lamborghini Gallardo. In feite is alleen het aluminium onderblok gelijk aan de Gallardo V10. Voor de Audi-modellen werd de V10 voorzien van nieuwe bewegende onderdelen, waardoor het koppel hoger ligt dan bij de Gallardo maar het vermogen zakte voor een beter straatgebruik. Audi's FSI-technologie werd ook toegepast, zoals op alle benzinemotoren binnen het concern. De motor is voorzien van variabele kleptiming en een inlaatspruitstuk met aanvoerbuizen van variabele lengte. Door gebruik te maken van lichtgewicht materialen weegt de V10-motor slechts 220 kg.
De motor is gekoppeld aan een zestraps Tiptronic-automaat met quattro-vierwielaandrijving. Vanaf modeljaar 2007 is dit het nieuwe quattro-systeem met een 40:60 verdeling (voor:achter). Het Bosch ESP 8.0 systeem met ABS en EBD is standaard. De Tiptronic automaat kan eventueel met flippers achter het stuur handmatig bediend worden.

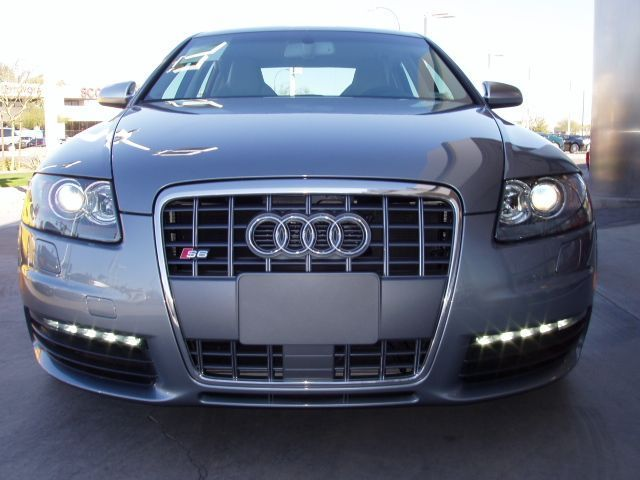
De leds in de voorbumper van de S6

De S6 Limousine doet een sprint van 0 naar 100 km/h in 5,2 seconden. De Avant doet het een tiende langzamer in 5,3 seconden. De topsnelheid is zoals gebruikelijk begrensd op 250 km/h.
De S6 is te herkennen aan zijn speciale 19-inch lichtmetalen velgen met "5-arm vleugel design", twee dubbele uitlaatpijpen en de verchroomde single frame grille. Ook zijn er diverse S6- en V10-logo's op de carrosserie te vinden. Het onderstel is sportiever afgesteld en sportstoelen zijn standaard. Ook heel herkenbaar bij de S6 is dat er leds in de voorbumper zijn toegepast. De S6 was destijds een van de eerste auto's met ledverlichting aan de voorzijde met aan elke kant vijf leds onder in de bumper. Eind 2008 werd tegelijk met de A6 de facelift ook op de S6 doorgevoerd waarbij in tegenstelling tot de andere A6-modellen de nieuwe standaardkoplampen met geïntegreerde ledbalk achterwege bleef voor de S6 en de bestaande leds in de voorbumper behouden bleven.

### Gegevens
|                      | S6 Limousine                             | S6 Avant                                 |
| -------------------- | ---------------------------------------- | ---------------------------------------- |
| Bouwtijd             | 03/2006 - 05/2011                        | 03/2006 - 05/2011                        |
| Motor                | V10 benzinemotor, 4 kleppen per cilinder | V10 benzinemotor, 4 kleppen per cilinder |
| Cilinderinhoud       | 5.204 cm³                                | 5.204 cm³                                |
| Compressieverhouding | 12,5:1                                   | 12,5:1                                   |
| Vermogen             | 435 pk (320 kW) bij 6.300 - 6.800 tpm    | 435 pk (320 kW) bij 6.300 - 6.800 tpm    |
| Koppel               | 540 Nm bij 3.000 - 4.000 tpm             | 540 Nm bij 3.000 - 4.000 tpm             |
| Aandrijving          | vierwielaandrijving                      | vierwielaandrijving                      |
| Transmissie          | 6-traps Tiptronic                        | 6-traps Tiptronic                        |
| Gewicht              | 1.985 kg                                 | 2.045 kg                                 |
| 0–100 km/h           | 5,2 s                                    | 5,3 s                                    |
| Topsnelheid          | 250 km/u (begrensd)                      | 250 km/u (begrensd)                      |
| Verbruik             | 12,6 l/100 km                            | 13,4 l/100 km                            |
| CO2-uitstoot         | 299 g/km                                 | 319 g/km                                 |

## Vierde generatie (C7)
De Audi S6 C7 is de vierde generatie S6 en deelt zijn techniek met de Audi S7. De auto wordt aangedreven door een 4,0L twinturbo V8 die 420 pk levert en deze via een 7-traps S-Tronic automatische versnellingsbak met dubbele koppeling overbrengt op alle wielen. De motor maakt gebruik van cilinderuitschakeling om zo het brandstofverbruik en de CO2-uitstoot te verminderen. Het opgegeven verbruik is bij de Limousine 9,7 l/100 km en de CO2 uitstoot is 25% minder dan de vorige S6. Het koppel is begrensd op 550 Nm omdat de versnellingsbak niet meer aankan. De Limousine gaat in 4,6 seconden naar 100 km/u, terwijl de Avant daar 4,7 seconden voor nodig heeft. De S6 is te herkennen aan iets andere bumpers, 19 inch lichtmetaal en de diffuser en vier uitlaten aan de achterkant. In het interieur zijn er sportstoelen te vinden.
In 2014 ondergingen de A6 en S6 een facelift. Het grootste verschil hierbij was dat het vermogen van 420 pk naar 450 pk steeg, wat voor een sprinttijd van 4,5 seconden zorgt.

### Gegevens
|                      | S6 Limousine                                     | S6 Avant                                         | S6 Limousine                                     | S6 Avant                                         |
| -------------------- | ------------------------------------------------ | ------------------------------------------------ | ------------------------------------------------ | ------------------------------------------------ |
| Bouwtijd             | 04/2012 - 09/2014                                | 04/2012 - 09/2014                                | 09/2014 - 05/2018                                | 09/2014 - 05/2018                                |
| Motor                | V8 benzinemotor, 4 kleppen per cilinder, biturbo | V8 benzinemotor, 4 kleppen per cilinder, biturbo | V8 benzinemotor, 4 kleppen per cilinder, biturbo | V8 benzinemotor, 4 kleppen per cilinder, biturbo |
| Cilinderinhoud       | 3.993 cm³                                        | 3.993 cm³                                        | 3.993 cm³                                        | 3.993 cm³                                        |
| Compressieverhouding | 10,1:1                                           | 10,1:1                                           | 10,1:1                                           | 10,1:1                                           |
| Vermogen             | 420 pk (309 kW) bij 5.500 - 6.400 tpm            | 420 pk (309 kW) bij 5.500 - 6.400 tpm            | 450 pk (331 kW) bij 5.800 - 6.400 tpm            | 450 pk (331 kW) bij 5.800 - 6.400 tpm            |
| Koppel               | 550 Nm bij 1.400 - 5.200 tpm                     | 550 Nm bij 1.400 - 5.200 tpm                     | 550 Nm bij 1.400 - 5.700 tpm                     | 550 Nm bij 1.400 - 5.700 tpm                     |
| Aandrijving          | vierwielaandrijving                              | vierwielaandrijving                              | vierwielaandrijving                              | vierwielaandrijving                              |
| Transmissie          | 7-traps S-tronic                                 | 7-traps S-tronic                                 | 7-traps S-tronic                                 | 7-traps S-tronic                                 |
| Gewicht              | 1.970 kg                                         | 2.025 kg                                         | 1.970 kg                                         | 2.035 kg                                         |
| 0–100 km/h           | 4,6 s                                            | 4,7 s                                            | 4,4 s                                            | 4,6 s                                            |
| Topsnelheid          | 250 km/u (begrensd)                              | 250 km/u (begrensd)                              | 250 km/u (begrensd)                              | 250 km/u (begrensd)                              |
| Verbruik             | 9,6 l/100 km                                     | 9,7 l/100 km                                     | 9,2 l/100 km                                     | 9,4 l/100 km                                     |
| CO2-uitstoot         | 225 g/km                                         | 226 g/km                                         | 214 g/km                                         | 219 g/km                                         |

## Vijfde generatie (C8)

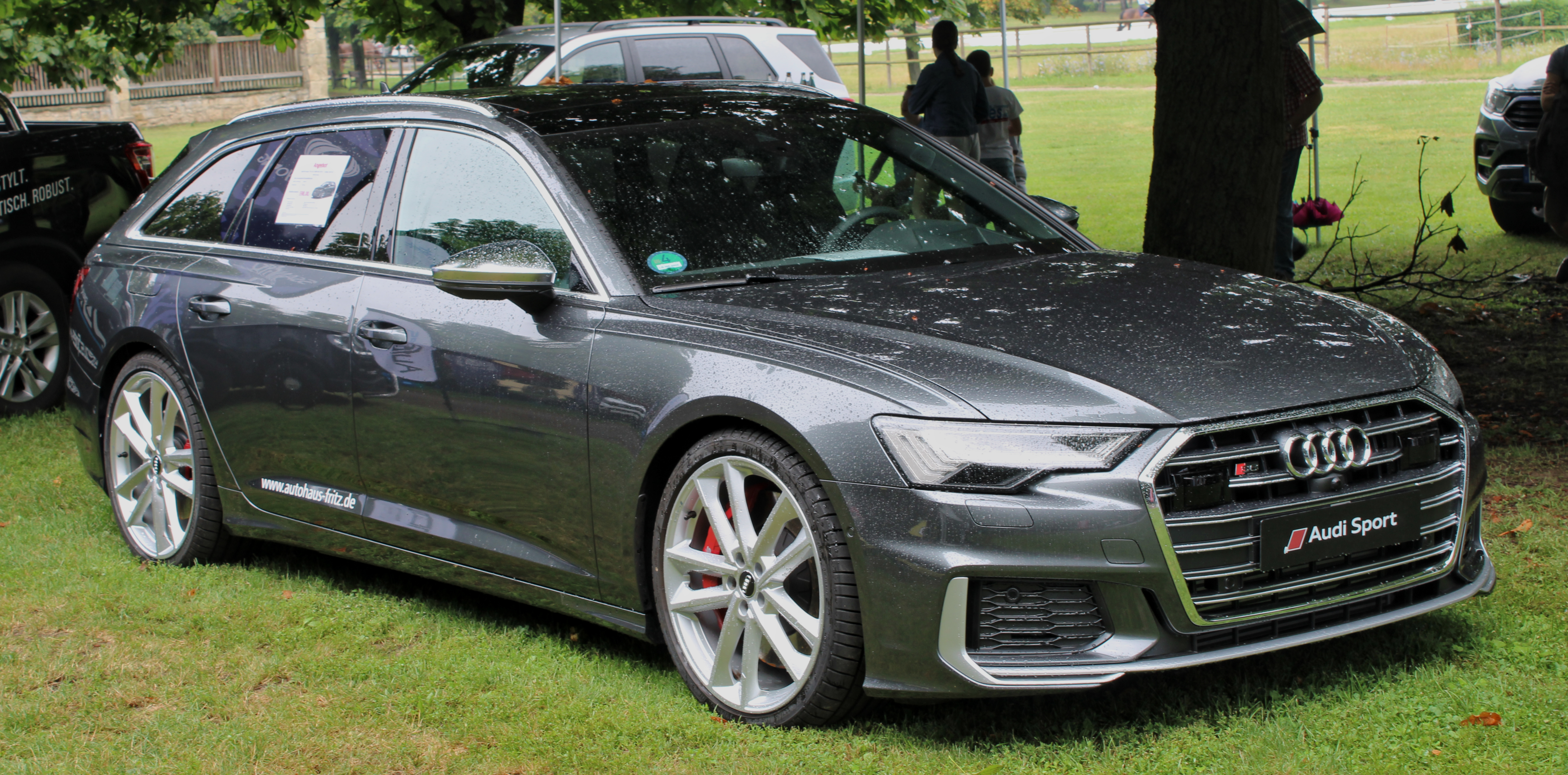
Audi S6 Avant

De vijfde generatie S6 werd in april 2019 voorgesteld. Voor de eerste maal is de S6 voor de Europese markt met uitsluitend een dieselmotor leverbaar. Het betreft een doorontwikkelde versie van de 3,0-liter TDI-motor, welke naast een turbolader met variabele geometrie tevens voorzien is van een elektrisch aangedreven compressor. Voor alle andere continenten zal de S6 uitsluitend verschijnen met een benzinemotor, dit betreft de 2,9-liter V6 TFSI-motor uit de Audi RS4 en Audi RS5.

### Gegevens
|                      | S6 Limousine                                                  | S6 Avant                                                      | S6 Limousine TDI                                           | S6 Avant TDI                                               |
| -------------------- | ------------------------------------------------------------- | ------------------------------------------------------------- | ---------------------------------------------------------- | ---------------------------------------------------------- |
| Bouwtijd             | vanaf 2019                                                    | vanaf 2019                                                    | vanaf 2019                                                 | vanaf 2019                                                 |
| Motor                | V6 benzinemotor, 4 kleppen per cilinder, biturbo + compressor | V6 benzinemotor, 4 kleppen per cilinder, biturbo + compressor | V6 dieselmotor, 4 kleppen per cilinder, turbo + compressor | V6 dieselmotor, 4 kleppen per cilinder, turbo + compressor |
| Cilinderinhoud       | 2.894 cm³                                                     | 2.894 cm³                                                     | 2.967 cm³                                                  | 2.967 cm³                                                  |
| Compressieverhouding | -                                                             | -                                                             | 15,5:1                                                     | 15,5:1                                                     |
| Vermogen             | 450 pk (331 kW) bij 5.700 – 6.700 tpm                         | 450 pk (331 kW) bij 5.700 – 6.700 tpm                         | 349 pk (257 kW) bij 3.850 tpm                              | 349 pk (257 kW) bij 3.850 tpm                              |
| Koppel               | 600 Nm bij 1.900 - 5.000 tpm                                  | 600 Nm bij 1.900 - 5.000 tpm                                  | 700 Nm bij 2.500 - 3.100 tpm                               | 700 Nm bij 2.500 - 3.100 tpm                               |
| Aandrijving          | vierwielaandrijving                                           | vierwielaandrijving                                           | vierwielaandrijving                                        | vierwielaandrijving                                        |
| Transmissie          | 8-traps Tiptronic                                             | 8-traps Tiptronic                                             | 8-traps Tiptronic                                          | 8-traps Tiptronic                                          |
| Gewicht              | - kg                                                          | - kg                                                          | 2.030 kg                                                   | 2.095 kg                                                   |
| 0–100 km/h           | - s                                                           | - s                                                           | 5,0 s                                                      | 5,1 s                                                      |
| Topsnelheid          | 250 km/u (begrensd)                                           | 250 km/u (begrensd)                                           | 250 km/u (begrensd)                                        | 250 km/u (begrensd)                                        |
| Verbruik             | - l/100 km                                                    | - l/100 km                                                    | 6,2 l/100 km                                               | 6,5 l/100 km                                               |
| CO2-uitstoot         | - g/km                                                        | - g/km                                                        | 164 g/km                                                   | 171 g/km                                                   |